# 서울 신길동 천공기 전복 사고
신길동 천공기 전복사고는 2011년 11월 16일 오후 5시 40분경, 서울특별시 영등포구 신길동 우신초등학교 사거리 인근 신길시장 현대화 정비사업 현장에서 작업 중이던 천공기(대형 건설장비)가 도로 쪽으로 전복되어, 1명이 사망하고 3명이 부상당한 인명사고이다. 

## 사고 개요
서울특별시 영등포구 신길동 221-1번지, 서울우신초등학교 사거리에 위치한 신길시장은 도시환경 정비사업의 일환으로 시장 본관 및 주변 건물들을 철거한 후 지하5층, 지상15층 규모의 주상복합 건물을 신축하기 위한 기초공사 작업을 하고 있었다. 2011년 11월 16일 오후 5시 40분경, 신길시장 정비사업 현장에서 공사를 진행 중이던 높이 30미터, 무게 120톤의 천공기가 현장에서 후진을 하던 도중 중심을 잃고 우신초등학교 사거리에서 영등포고가차도 및 영등포로터리 방향으로 연결되는 왕복 8차선 도로 위로 넘어졌다. 
이 사고로 천공기가 영등포 로터리 방향으로 달리던 현대 에쿠스 승용차를 덮쳐 승용차 운전자가 그 자리에서 숨졌고, 현장을 지나던 오토바이 운전자 및 행인 등 3명이 중경상을 입었다. 사고 현장을 지나던 시내버스는 넘어지는 천공기 바로 앞에 간신히 멈춰 서 화를 면했다. 
또한 천공기가 넘어지면서 도로변의 전신주를 넘어뜨려 신길동 및 대림동 일대 8천여 가구가 약 4시간동안 전력 공급이 중단되었으며, 무게가 100톤이 넘는 중장비를 도로에서 치우는 일이 쉽지 않아 사고 발생 후 10시간이 지나서야 도로 통행이 재개되었다.

## 사고 원인
공사 현장에서 천공기로 땅에 구멍을 뚫은 뒤 드릴을 들어 후진 하던 중 천공기가 중심을 잃고 도로 쪽으로 넘어지면서 사고가 발생하였다. 현재 사고에 대해서 경찰 및 검찰의 조사가 진행 중이다.

## 사고 여파
서울영등포경찰서는 사고 천공기 운전기사, 시공사 현장소장, 하청업체 소속 현장소장 등 3명을 과실치사 혐의로 입건하고, 추가 조사를 벌인 후에 구속 등 처벌 수위를 결정할 방침이라고 밝혔다.

## 참고 자료
- 쓰러지며 차 덮친 200t 천공기[깨진 링크(과거 내용 찾기)], 중앙일보 2011년 11월 17일자
- 신길동 ‘천공기’ 전복사고, 사망1명·부상3명 “중심 잃는 바람에…”, 아이비타임즈 2011년 11월 17일자
- 신길동 천공기 전복사고 1명 사망-3명 부상…일대 정전 끔찍[깨진 링크(과거 내용 찾기)], 서울신문 2011년 11월 17일자
- 천공기 전복사고, 끔찍한 영상 공개 ‘이럴수가’, 헤럴드경제 2011년 11월 17일자
- 신길동 천공기 전복 사고로 1명 사망, 3명 부상, 마이데일리 2011년 11월 17일자
- '천공기 전복사고' 끔찍했던 현장 블랙박스 공개, 이투데이 2011년 11월 17일자
- 신길동 천공기 사고 운전기사 불구속 입건, 헤럴드경제 2011년 11월 17일자
- "천공기 흔들리는 것 자주 목격", 연합뉴스 2011년 11월 18일자
- '천공기 사고는 인재'…현장소장·운전기사 등 3명 입건, 머니투데이 2011년 11월 18일자

## 같이 보기
- 청량리역 천공기 전복 사고